# Борман, Фрэнк
Фрэнк Фредерик Борман II (англ. Frank Frederick Borman II; 14 марта 1928[…], Гэри, Индиана — 7 ноября 2023, Биллингс, Монтана) — американский лётчик, астронавт НАСА, инженер. В качестве командира экипажа «Аполлона-8», совершившего первый пилотируемый облёт Луны, стал одним из 24 человек, долетевших до спутника Земли. После смерти космонавта Филипченко был старейшим из живущих людей, побывавших в космосе.

## Образование и научные звания
Вырос в городе Тусон, штат Аризона, где в 1946 году окончил среднюю школу. В 1950 году окончил Военную академию США в Вест-Пойнте. В 1957 году в Калифорнийском технологическом институте получил степень магистра наук по авиационной технике.

## Профессиональная деятельность
В 1957 году, оставаясь на военной службе, Борман стал доцентом термодинамики и механики жидкости в Военной академии США.
С начала 1969 года по июнь 1986 работал в авиакомпании Eastern Airlines. Начинал с должности консультанта, но уже в декабре 1970 назначен вице-президентом оперативной группы. С июля 1974 избран в совет директоров как исполнительный вице-президент (генеральный менеджер производства). С мая 1975 — президент и главный операционный директор. С декабря 1975 — главный исполнительный директор. С декабря 1976 — председатель совета директоров.
В 1986 году стал вице-председателем и директором Texas Air Corp. в Хьюстоне. В 1988 году назначен консультантом по маркетингу компании Aerospatiale General Aviation в Техасе и главным исполнительным директором корпорации Patlex в Калифорнии.
Общий налёт к моменту зачисления в отряд астронавтов составлял около 6000 часов.

### Первый полёт
Первый полёт Фрэнк Борман совершил в качестве командира экипажа «Джемини-7» 4 декабря 1965 года. В этом полёте был установлен новый рекорд продолжительности полёта (14 суток), продержавшийся до 1970 года, и побитый экипажем корабля «Союз-9». Помимо рекорда, корабль послужил импровизированной целью для сближения с «Джемини-6». Состыковаться корабли не могли, но сближались до расстояния в 0,3 метра. Для этого полёта была разработана специальная облегчённая версия скафандра с мягким шлемом.

### Второй полёт
Второй полёт Фрэнк Борман совершил в качестве командира экипажа корабля «Аполлон-8» (21 декабря 1968). Задачей полёта было тестирование систем корабля в транслунном перелёте, выход на окололунную орбиту, и возвращение к Земле со второй космической скоростью. Это также был первый старт ракеты «Сатурн-5» с пилотируемым кораблём, при том, что второй беспилотный пуск прошёл не очень гладко. Этот полёт считается довольно рискованным, фактически, NASA, зная о советской программе пилотируемого облёта Луны, переставило местами экспедиции «Аполлон-8» и «Аполлон-9» — по первоначальному плану, необходимо было протестировать лунный модуль на околоземной орбите, и только затем идти на облёт Луны. Но на момент старта «Аполлона-8» лунный модуль ещё не был готов — вместо него в переходном отсеке над третьей ступенью «Сатурна-5» был установлен массогабаритный макет. Если бы основной двигатель «Аполлона-8» отказал во время нахождения на окололунной орбите, астронавты не имели бы возможности вернуться на Землю, ведь дублирующим на этом этапе экспедиции должен быть посадочный двигатель лунного модуля.
После полёта к Луне Фрэнк Борман приезжал в составе делегации в СССР. В первой декаде июля 1969 года он встречался с Председателем Президиума Верховного Совета СССР Николаем Подгорным и побывал в Звёздном городке. Он преподнёс в подарок музею Звёздного городка свои часы, бывшие с ним в полёте к Луне.
Фрэнк Борман ушёл из НАСА в июле 1970 года. Суммарное время его пребывания в космосе — 19 суток 21 час 35 минут 43 секунды.
Скончался от инсульта в клинике Биллингса 7 ноября 2023 года в возрасте 95 лет

## Публикации
В соавторстве с Robert J. Serling в 1988 году опубликовал автобиографию Countdown: An Autobiography of Frank Borman.

## Награды и признание
- Награждён Крестом ВВС «За выдающиеся лётные заслуги»
- Награждён Космической медалью почёта Конгресса конгресса США
- Медаль «За выдающуюся службу» (НАСА)
- Медаль «За исключительные заслуги»
- Вашингтонская премия (1991)
- Включён в Зал славы астронавтов
- В честь Фрэнка Бормана в 1970 году назван кратер на Луне